# Jaap Hollander
Jacob Jan (Jaap) Hollander (Leeuwarden, 29 oktober 1952) is een Nederlandse Gz-psycholoog, gedragstherapeut, hypnotherapeut en trainer. Hij is een bekend vertegenwoordiger van en schrijver over neurolinguïstisch programmeren (NLP) in Nederland.

## Leven en werk
Hij studeerde in 1977 af aan de Rijksuniversiteit Groningen. Een jaar later begon Hollander als psycholoog in Psychiatrisch Centrum Venray. Deze functie verruilde hij voor het werk als vrijgevestigd trainer. In 1983 was hij medeoprichter van de Nederlands Belgische Stichting voor Therpsichore Trance Therapie (opgeheven in 1989). Vervolgens was hij in 1994 medeoprichter van het Instituut voor Eclectische Psychologie (IEP) te Nijmegen. Als trainer geeft hij onder andere workshops NLP en provocatief coachen. In dat verband modelleerde hij het inzicht en analytisch vermogen van topmanagers, de presentatievaardigheden van verschillende doeltreffende trainers, en de trancerituelen van priesters van de Candomblé.
Omdat de wetenschappelijke waarde van NLP regelmatig wordt betwijfeld, deed Hollander in 1999 een aantal aanbevelingen voor betere relaties met de wetenschap.